# Estació de Naka-Meguro
L'estació de Naka-Meguro (中目黒駅, Naka-Meguro eki) és una estació de ferrocarril de les línies Hibiya i Tōyoko, operades pel Metro de Tòquio i el Ferrocarril Elèctric Exprés de Tòquio (Tōkyū) i localitzada al barri de Kami-Meguro, al districte especial de Meguro, a Tòquio, Japó.
L'estació de Naka-Meguro fou inaugurada el 28 d'agost de 1927. El 8 de març de 2000 va tindre lloc un accident ferroviari a l'estació que deixà cinc morts i 63 ferits de diversa gravetat.

## Metro de Tòquio
L'indicador de l'estació és l'H-01 i el color gris. Les plataformes i andanes de l'estació són compartides amb el Ferrocarril Elèctric Exprés de Tòquio (Tōkyū). Durant l'any fiscal 2019, una mitjana diària de 230.353 persones van utilitzar aquesta estació dins del servici del metro de Tòquio.
| Metro de Tòquio |              |
| Termini         |              |
| Línia Hibiya    | Ebisu (H-02) |

## Ferrocarril ElèctricTōkyū
L'indicador de l'estació és el TY03 i el color vermelló. Les plataformes i andanes de l'estació són compartides amb el Metro de Tòquio. Durant l'any fiscal 2019, una mitjana diària de 196.777 persones van utilitzar aquesta estació dins del servici del Ferrocarril Elèctric Exprés de Tòquio (Tōkyū).
| Ferrocarril Elèctric Exprés de Tòquio |                    |
| Yūtenji (TY04)                        |                    |
| Línia Tōkyū Tōyoko                    | Daikan-yama (TY02) |